# Abandon (schwedische Band)
Abandon (englisch Verlassen) war eine 1996 gegründete Sludge- und Post-Metal-Band.

## Geschichte
Abandon wurden 1996 von den Gitarristen Johan Nilsson und Ingvar Sandgren, dem Sänger Johan Carlzon, dem Bassisten Carl Linnaeus und dem Schlagzeuger Magnus Häggman gegründet. Häggman verließ die Gruppe nach den Aufnahmen der ersten Demo-CD Dark Days Ahead 1998 und wurde durch Dani Cosmi ersetzt. Nach den Aufnahmen der zweiten Demo-CD Unfinished Blasphemy verließen Nilsson und Linnaeus die Gruppe. Als neuer Bassist stieß David Fredriksson zu Abandon, auf einen zweiten Gitarristen verzichtete die Band fortan. Die Demoaufnahmen der Gruppe orientierten sich an Gruppen wie Pantera und Crowbar. Erst mit Fredrikssons Einstieg in die Band variierten Abandon ihren Stil stärker in die für sie später populäre Mischung aus Post-Metal und Sludge.
Für die Veröffentlichung des offiziellen Debütalbums When It Falls Apart 2001 konnte die Band einen Vertrag mit dem schwedischen Label Black Star Foundation abschließen. Die auf 500 Exemplare limitierte Veröffentlichung erreichte kaum internationale Beachtung. Die wurde erst dem zweiten, 2004 veröffentlichtem In Reality We Suffer zuteil. Das Album, welches ebenfalls zuerst über Black Star Foundation erschien, wurde 2005 durch Auflagen von Earache Records und Codebreaker Records einem internationalen Publikum vorgestellt. Das mit Mehdi Vafaei, der sein Saugwindharmonium in die Aufnahmen einbrachte, aufgenommene Album In Reality We Suffer stieß in deutschen, britischen und kanadischen Webzines auf positive Resonanz.
Nach der positiven Resonanz begann Abandon sowohl diverse europäische Tourneen wie einen langwierigen Schreib- und Produktionsprozess zum dritten Studioalbum. Doch die Aufnahmen des Albums wurde mehrfach unterbrochen. Als Hauptproblem benannten die Musiker die Medikamenten- und Drogenabhängigkeit von zwei Bandmitgliedern. Darunter fiel die Heroinsucht des Sängers Carlzon, der während einer Spanientournee am 17. Dezember 2008 an einer Überdosis in Barcelona verstarb. Die Band gab den Tod des Sängers gemeinsam mit einem Spendenaufruf zur Finanzierung der Überführung bekannt. Carlzons Schwester Elize Ryd schloss sich daraufhin der Band Amaranthe an um eine ähnliche Musikrichtung wie ihr verstorbener Bruder fortzuführen. Unterdessen beendete die Band die Aufnahmen zu The Dead End. Das Album wurde 2009 veröffentlicht und Carlzons Vermächtnis gewidmet. Seine Schwester steuerte eine ihn darstellende Zeichnung zu der ansonsten auf Carlzons Gemälde zurückgreifende Gestaltung bei. Das Album wurde erneut international positiv aufgenommen. Nachfolgende Konzerte bestritt die Gruppe mit Ufuk Demir von Walk Through Fire, deren Mitglied Carlzon ebenfalls zeitweise war. Weitere Veröffentlichungen blieben jedoch aus. Der Fortbestand der Gruppe ist ungewiss. Die Website des Labels Black Star Foundation bezeichnet die Karriere der Gruppe als beendet an anderer Stelle wird Ufuk Demir als neuer Sänger der Band geführt.

## Stil
Die seit dem Debüt von Abandon präsentierte Musik wird dem Post-Metal oder dem Sludge zugerechnet. Zur näheren Verortung werden in Rezensionen Vergleiche zu Genrevertretern wie Monarch!, Grief, Breach, EyeHateGod und besonders zu Khanate, Cult of Luna und Neurosis bemüht.
Für die Website Doom-Metal.com wird die Musik als „höllische Mischung aus Sludge und Noisecore mit deutlichem Funeral-Doom-Einfluss“ beschrieben. Die Gruppe präsentiere eine genretypische Mischung aus Dynamik, Tribaldrumming, verzerrtem Bassspiel und verzweifelt klingendem Gesang. Matt Mooring von Metalreviews betont, dass die Gruppe ihre Stücke mit dem richtigen Maß an Melodie und Tempowechseln entwickele. So würden die Melodien und die Dynamik der Stücke den harschen Passagen genügend Kontur zur Entfaltung verleihen. Als besonders markantes Merkmal der Musik gilt der Orgelklang des Saugwindharmonium dem ein besonders düster empfundener atmosphärischer Effekt attestiert wird. Der überwiegend gebellte und gebrüllte gutturale Gesang besäße ebenfalls eine düstere aggressive und verzweifelte Wirkung. Der Dynamik zwischen düster-atmosphärisch ruhigen Arrangements und harsch-rohen Ausbrüchen entspricht die restliche Instrumentierung. Das Gitarrenspiel sowie die Rhythmusgruppe variiert zwischen zurückgenommenen zum Teil akustischen und als wütend, roh und gewaltig beschriebenen Passagen.

## Diskografie
- 1998: Dark Days Ahead (Demo, Selbstverlag)
- 2000: Unfinished Blasphemy (Demo, Selbstverlag)
- 2001: When It Falls Apart (Album, Black Star Foundation)
- 2004: In Reality We Suffer (Album, Black Star Foundation)
- 2009: The Dead End (Album, Black Star Foundation)